# 灵隐寺
30°14′34″N 120°05′48″E / 30.2427777778°N 120.096666667°E

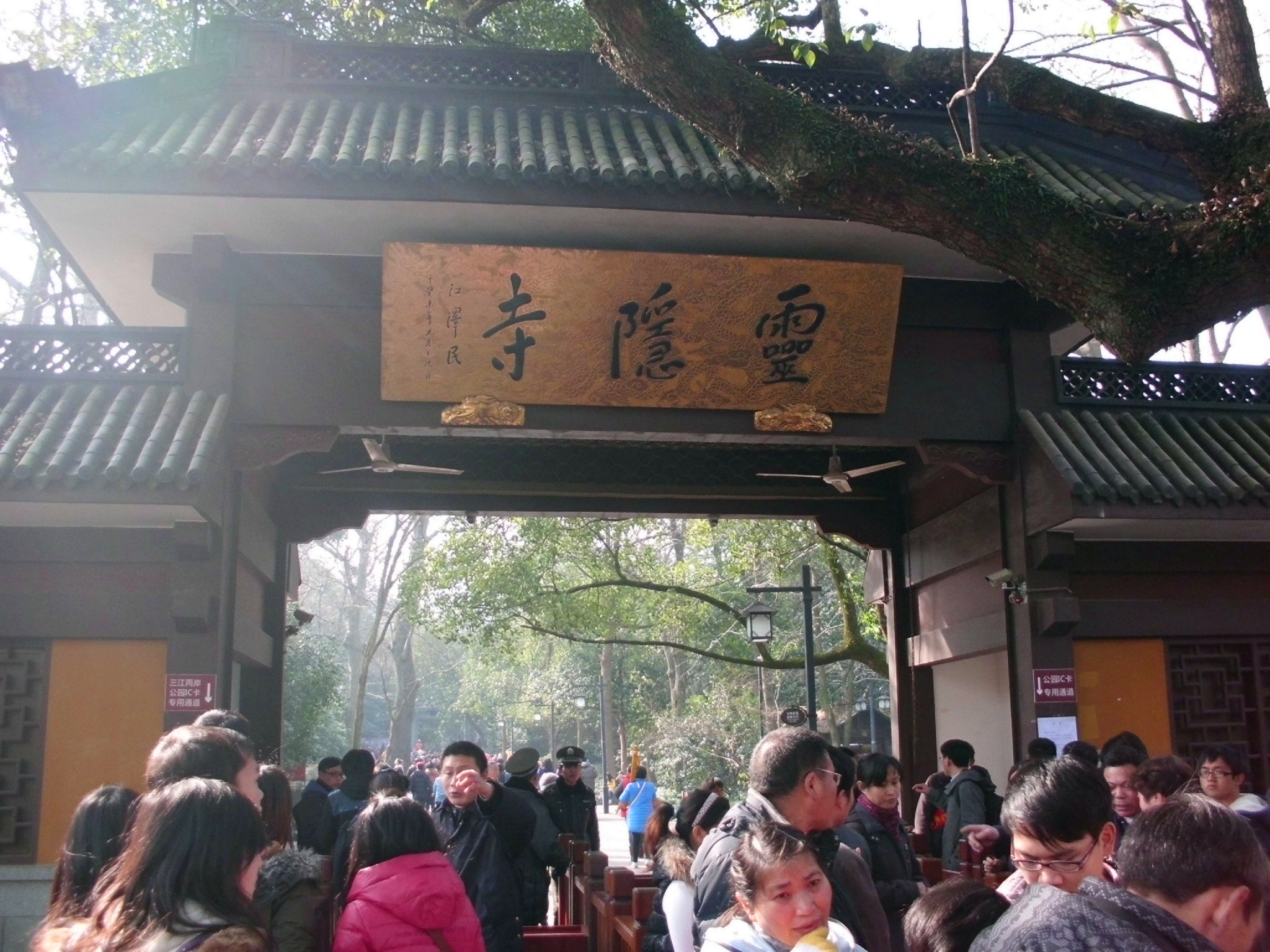
寺门

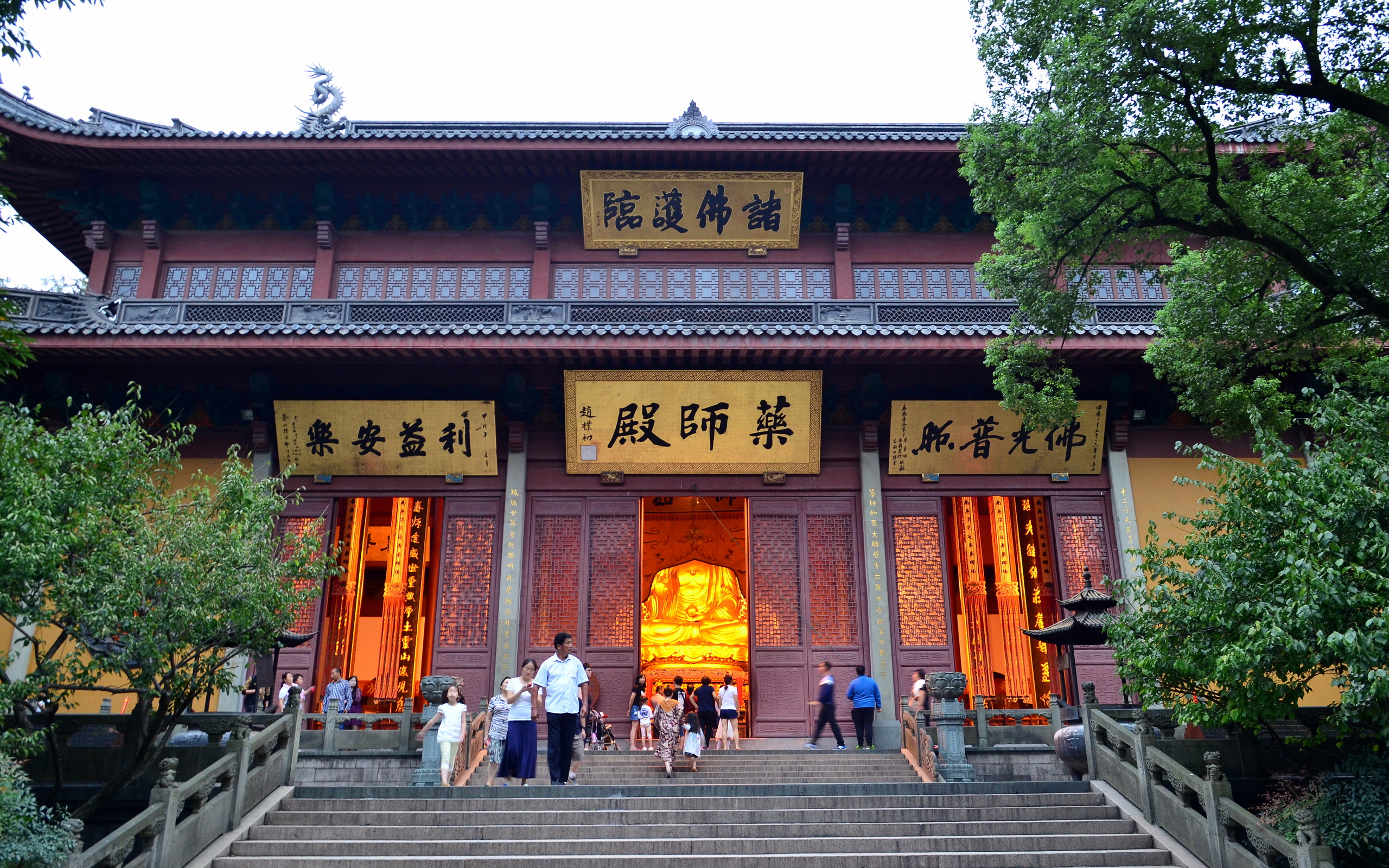
灵隐寺药师殿

灵隐寺，又称云林禅寺，位于杭州西湖西北面，在飞来峰与北高峰之间灵隐山山麓中，江南名刹，中国十大古刹之一，亦是南宋高僧濟公的修行地。

## 历史
灵隐寺创建于东晋咸和元年（326年），距今已有1690多年历史。印度僧人慧理来到中国传教，后因此处景色奇幽，以为是“仙灵所隐”，就在当地建立寺院，取名为“灵隐”。五代时吴越国王钱俶笃信佛教，对灵隐寺的建设倍加关心。当时灵隐寺达到了九楼、十八阁、七十七殿堂、僧众三千的规模，成为江南地区的佛教名刹。著名僧侶永明延壽、大慧宗杲、佛海慧遠等人，都曾擔任此寺的住持。傳說中的濟顛和尚也在此寺出家。
南宋时期僧人普济在灵隐寺编撰《五灯会元》，成为禅宗经典之一。
据说清朝康熙皇帝在南巡时，到灵隐寺后山上登高揽胜，看到山下云雾漫漫，寺院笼罩在云雾和树林中间，便賜名为“云林禅寺”。但当地百姓并未接受这个名称，仍然称呼“灵隐寺”。此外有一个有趣的说法，是康熙皇帝酒后为灵隐寺题御匾，信笔提来，将靈字上部的「雨字头」写得过大，因为靈字笔画过多，且纸面有限，因此康熙皇帝非常尴尬。在犹豫之中，身旁的宠臣便出主意改名为云林禅寺，因为云字的笔画简单。这便成了云林禅寺的来历。
太平天国运动时期，太平军“遇神则斩，遇庙则烧”，“遇有神像则必毁坏之”，江南古刹几乎损失殆尽。清咸丰十年（1860），太平军攻占杭州，杭州佛寺亦损毁殆尽，时杭州歌谣唱道：“土木无知唤作妖，神祠非撤即焚烧。”灵隐寺亦遭太平军焚毁，仅存天王殿和罗汉堂，书藏珍品大量损毁遗失。同治战乱渐平后，灵隐寺开始复建。其大雄宝殿在住持昔征、禅僧冶开和邮政大臣盛宣怀等人的共同努力下复建，但由于其工程浩繁，直至清宣统二年（1910）才基本完工。
灵隐寺自创建以来，历经10余次毁坏和重建。最近的两次大规模整修是在1956年和1975年。1966年文化大革命期间，浙江大学师生曾经极力保护寺院文物和建筑免受红卫兵的破坏。在国务院总理周恩来的指示下，灵隐寺才免遭毁坏。是为灵隐寺事件。

## 灵隐飞来峰景区
灵隐寺山门外有一照壁，上题“咫尺西天”四个大字。进入灵隐景区后，便是埋葬灵隐开山始祖慧理和尚骨灰的“理公塔”。當地導遊會建議不要拍此塔，该塔高约8米，六角七层，位于飞来峰的岩洞旁。经过春淙亭，沿着溪水上行，左侧溪水对岸便是刻有众多佛像的飞来峰造像石窟群，右侧便是灵隐寺的正门。

## 灵隐寺内建筑
灵隐寺正门为天王殿，上悬清康熙帝欽題“云林禅寺”的御笔匾额。殿内的正面佛龛供奉弥勒佛，两侧为怒目圆睁的四大天王。弥勒佛像背面为手持金刚杵的韦陀菩萨佛像，是南宋时期的遗物，已有700多年历史。
经过天王殿后的庭院，便进入灵隐寺的主殿大雄宝殿。该殿为三层重檐构造，高达33.6米，雄伟庄严。殿内正面为释迦牟尼莲花坐像，该像造于1956年，高达19.6米，连座高24.8米，用香樟木仿唐代佛像雕刻而成，佛像外敷金箔。目前，该佛像是中国国内最大的木雕佛像。
大殿两侧为十八罗汉造型，姿态各异，栩栩如生。释迦牟尼像的背面是大型彩塑群像“善财童子五十三参”，正中是手执净瓶的南海观音，周围的彩塑中刻画了150多位佛教和传说人物，其中也包括托塔天王、韦陀菩萨、孙悟空、四大天王、济公等造型。
位于大雄宝殿之后中轴线上的佛殿还有药师殿、四殿藏经楼和五殿华严殿。藏经楼和华严殿是2000年11月开始动工，于2002年10月西湖博览会期间正式对外开放。华严殿是灵隐寺内位置最高的建筑，殿内供奉华严三圣——毘盧遮那佛、文殊菩萨和普贤菩萨。
药师殿西侧是云林图书馆，馆内现有3万册藏书，杭州市属八大寺院的僧众、杭州佛学院师僧、杭州灵隐寺的职工，可以从此图书馆借阅藏书。
另外，在灵隐寺出口处近旁建有规模宏大的罗汉殿，内有五百罗汉像，神态、服饰各不相同。尚有一区皆奇石水廉，有一天然灶台，竟是济公在那置锅煮肉的山洞。

## 图片

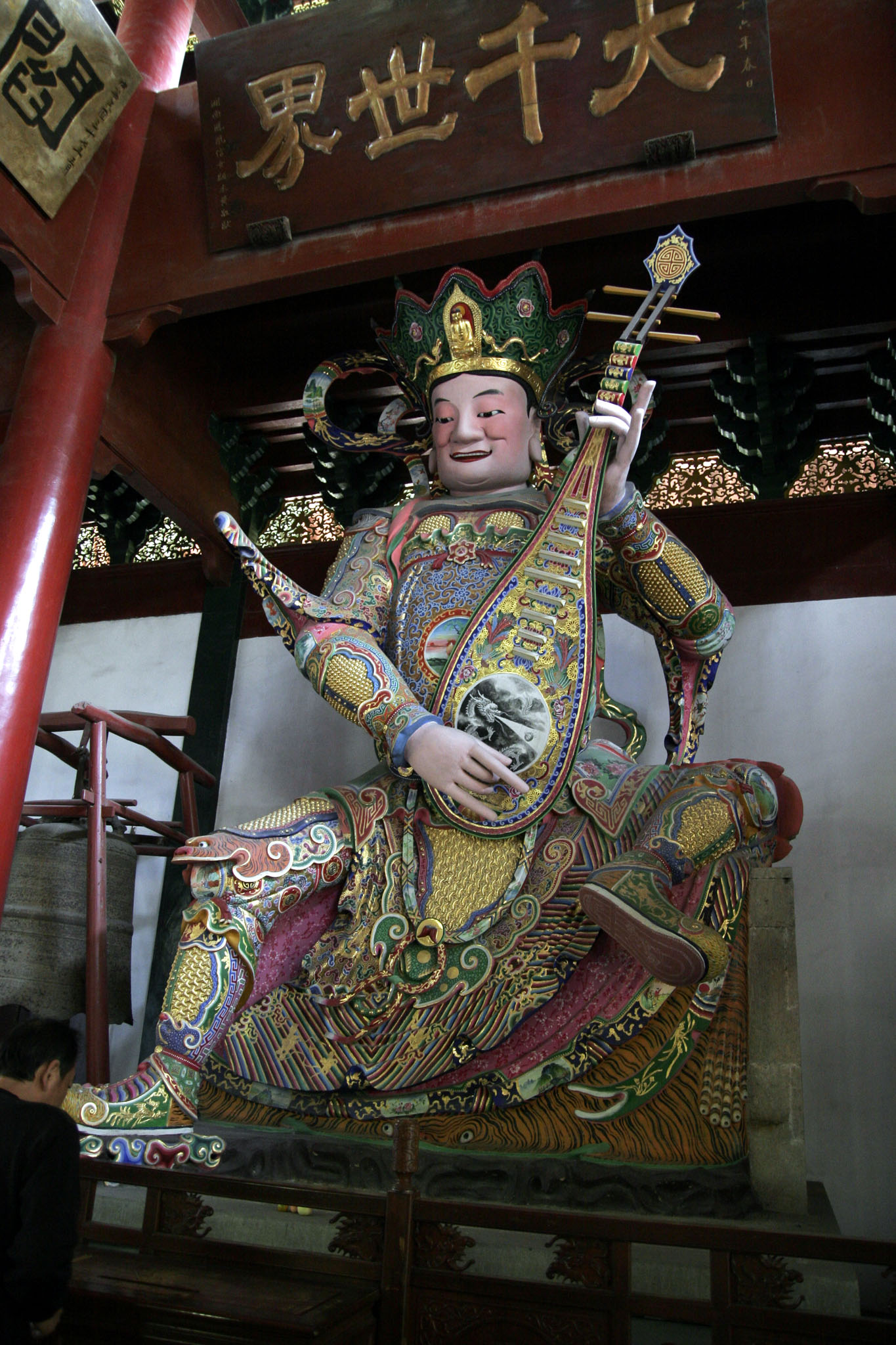
东方持国天王
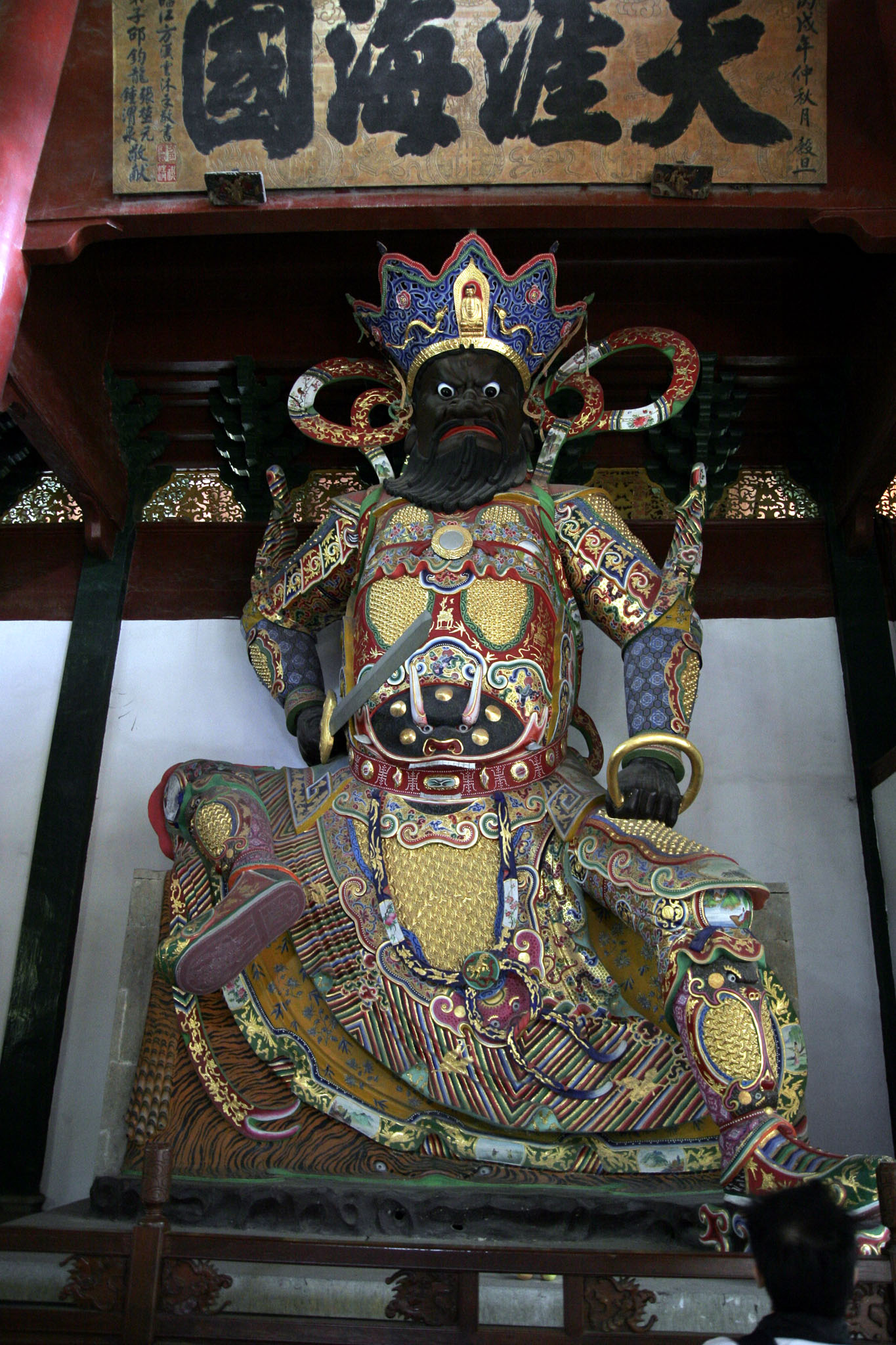
南方增长天王
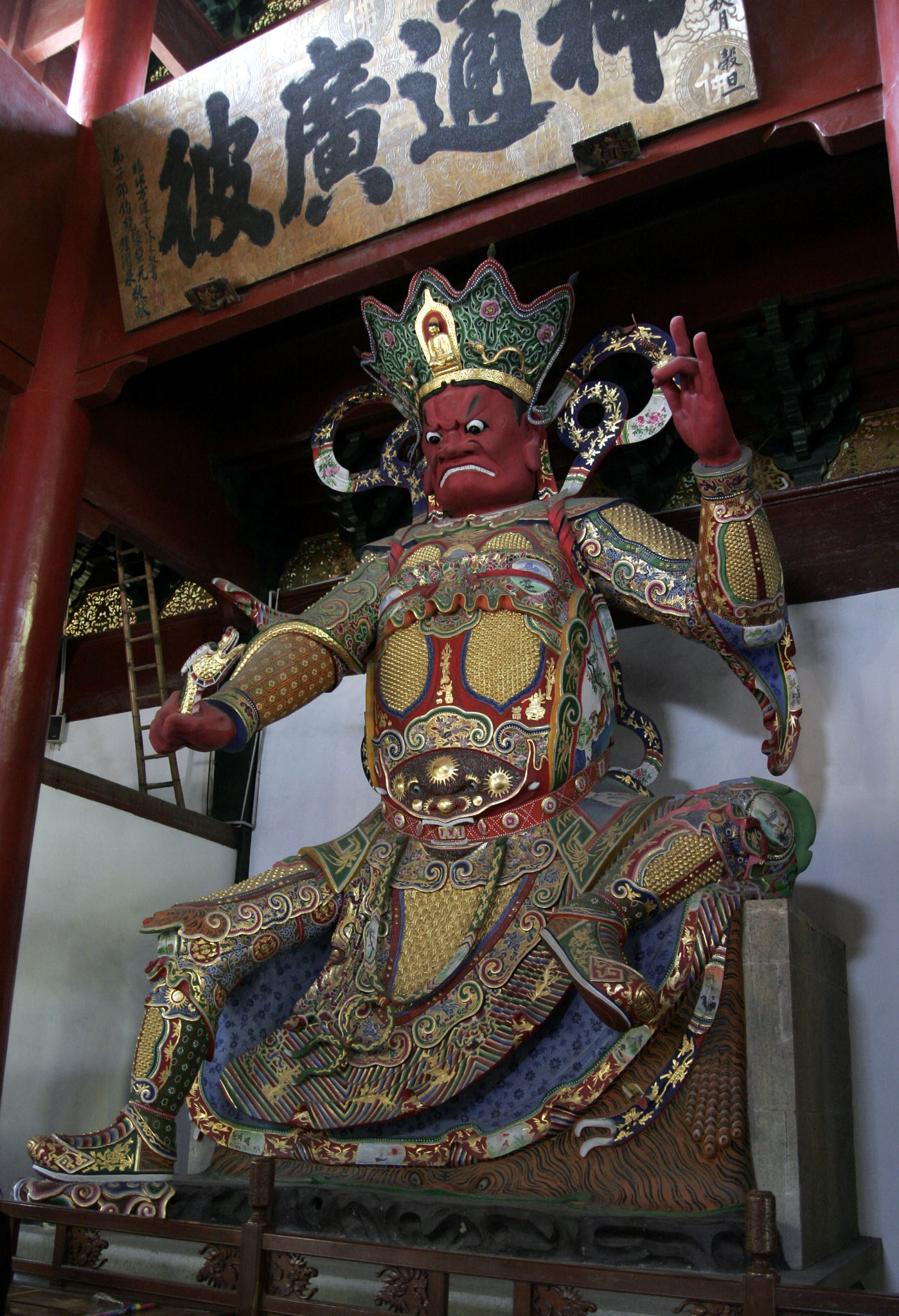
西方广目天王
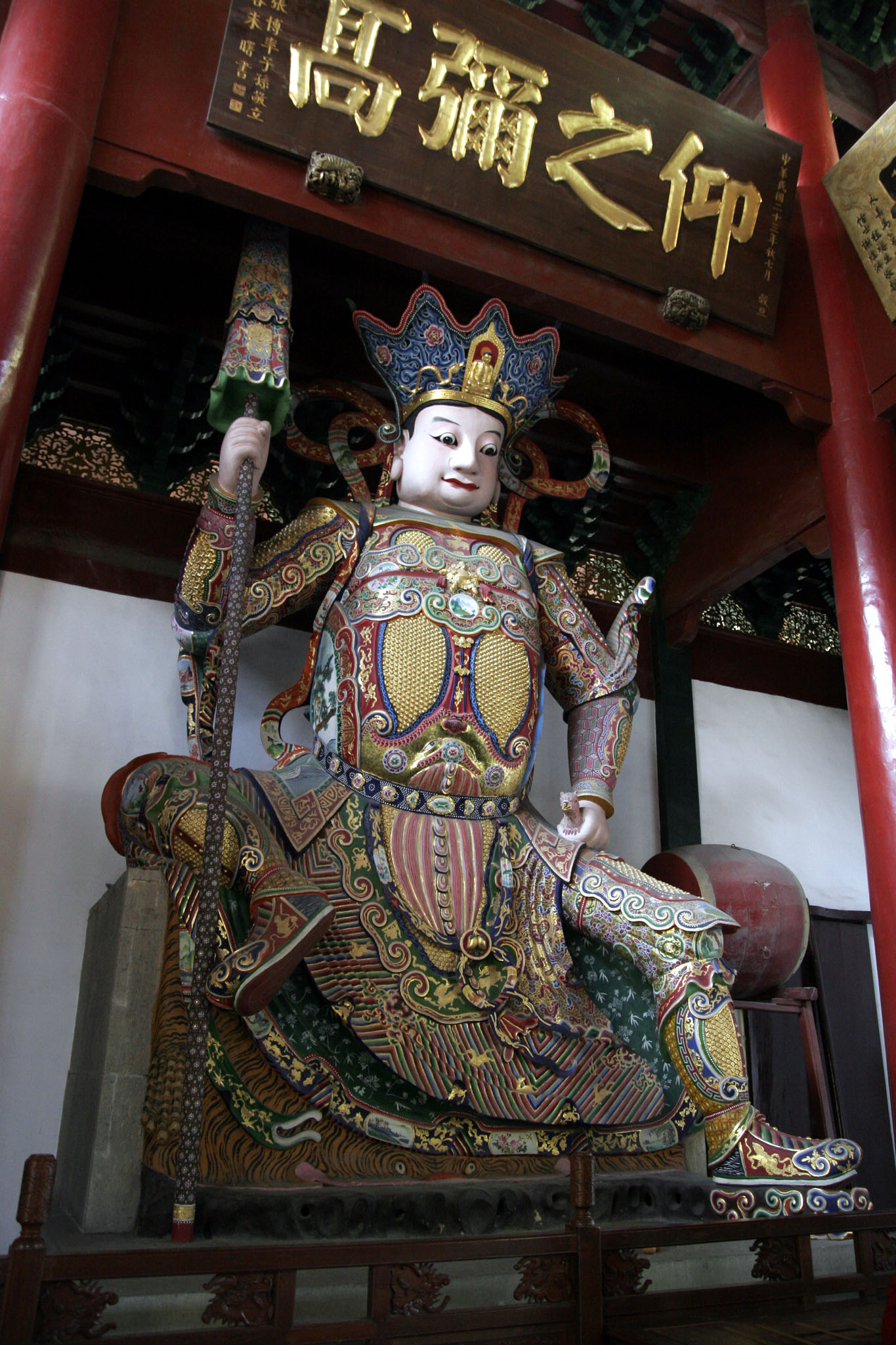
北方多闻天王
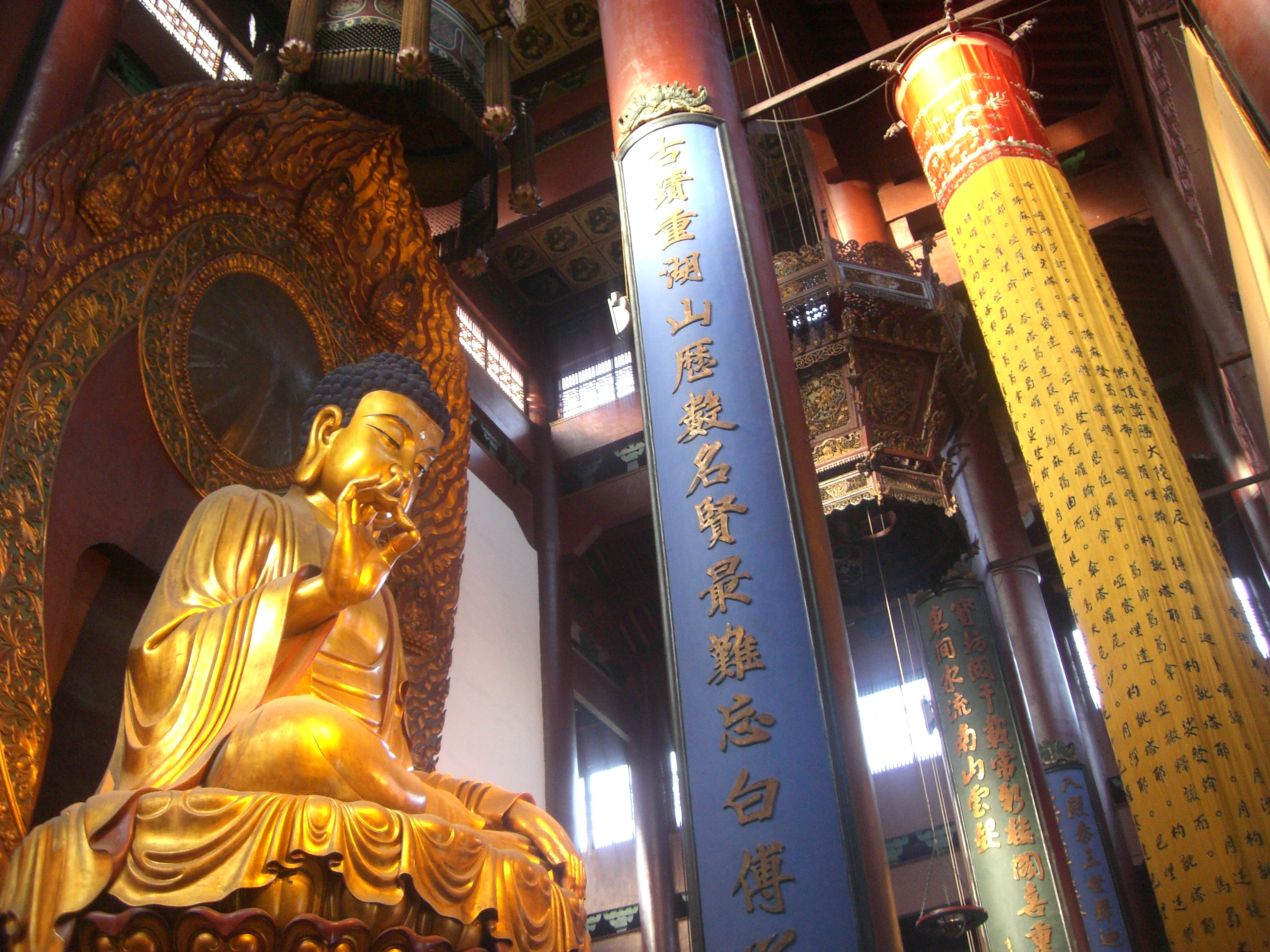
大雄宝殿内部
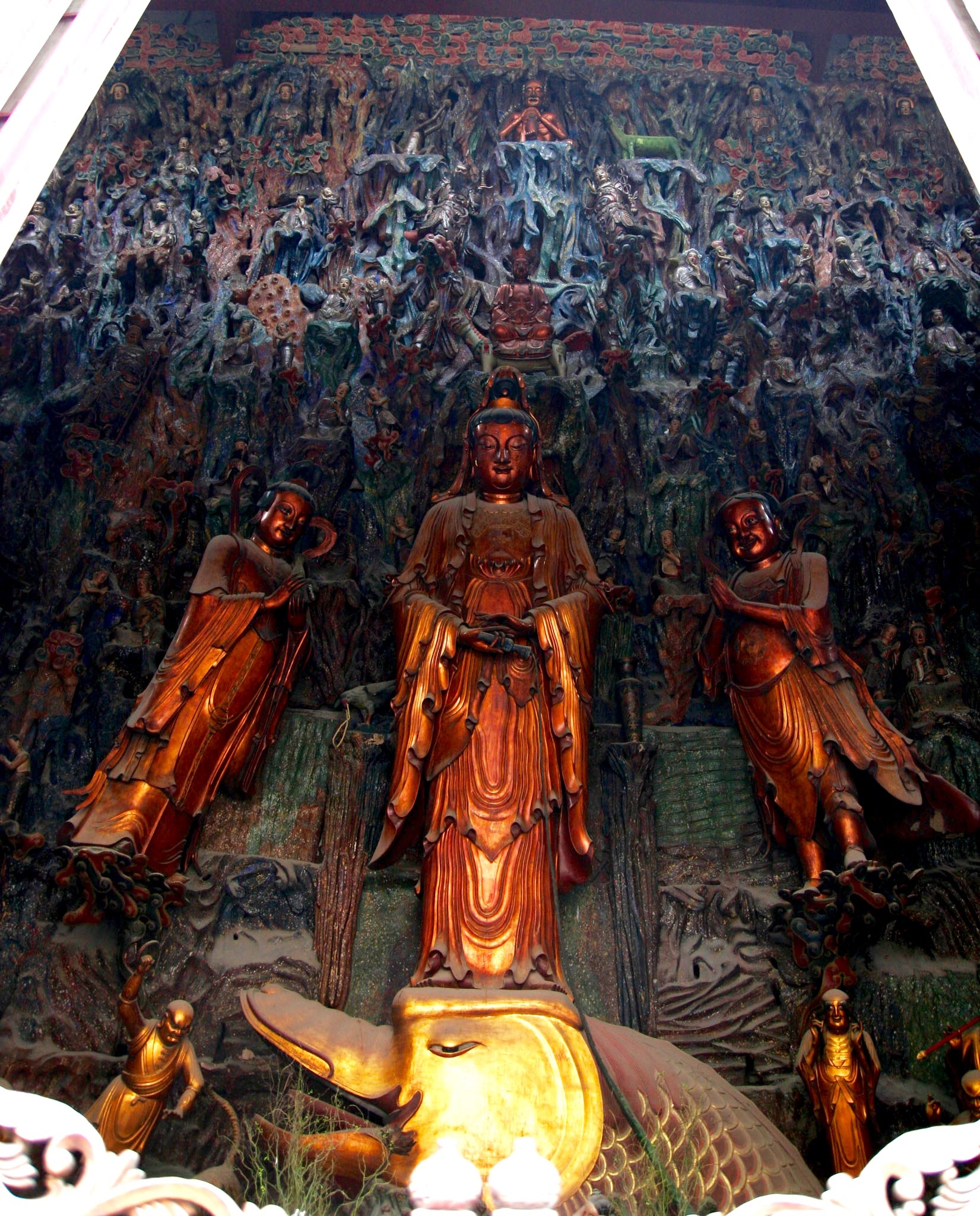
手执净瓶的南海观音以及周围的彩塑
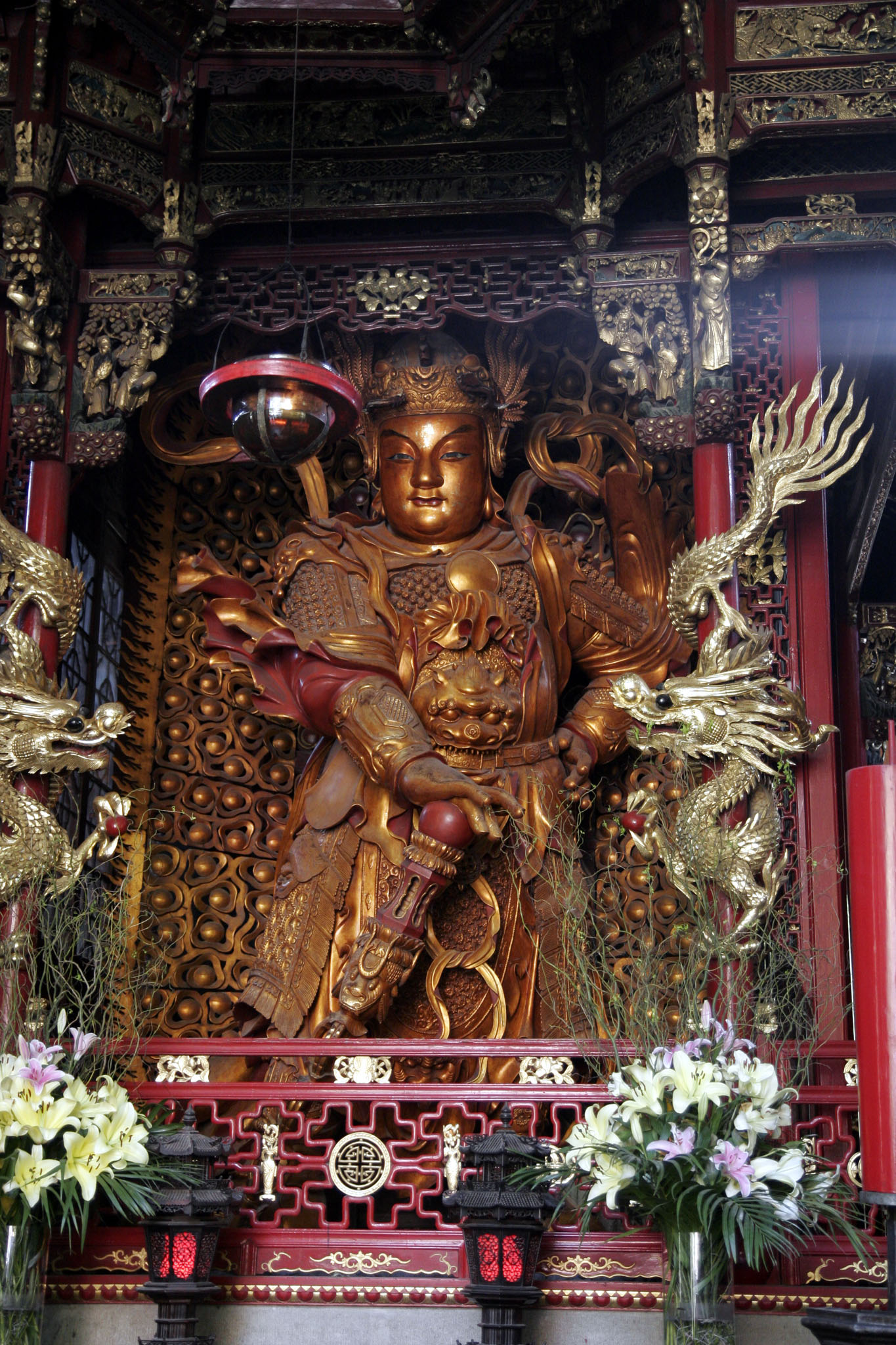
韦陀
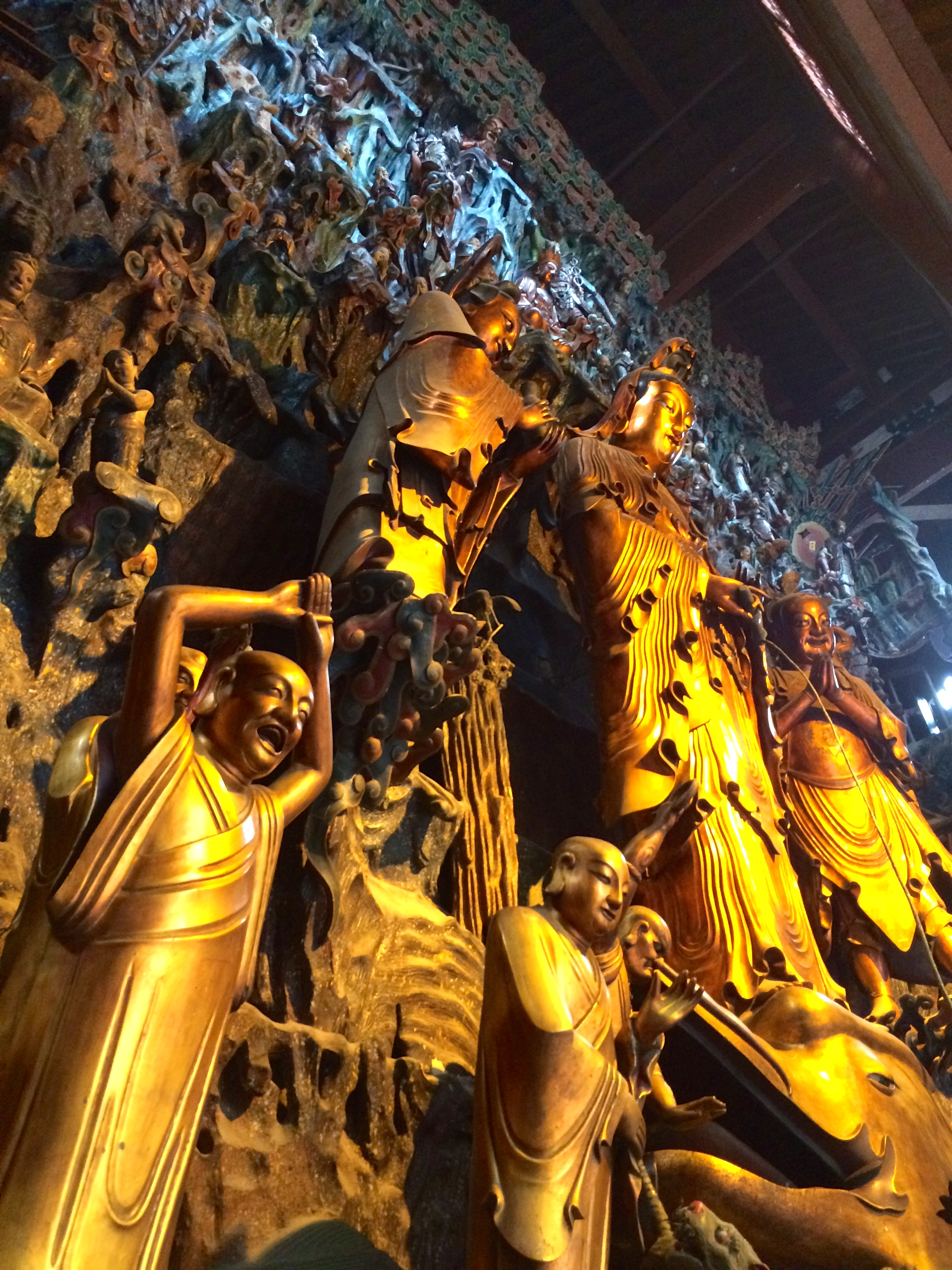
木雕像